# Sin/Pecado
Pubblicato nel 1998, Sin/Pecado è il terzo album della band gothic metal portoghese Moonspell.
È il disco in cui la band si discosta dal black metal per abbracciare un sound più elettronico.

## Tracce
Testi di Fernando Ribeiro, musiche di Moonspell.
1. Slow Down! – 0:39
2. handmadeGod – 5:33
3. 2econd skin – 4:51
4. Abysmo – 4:58
5. Flesh – 3:04
6. Magdalene – 6:15
7. V. C. (Gloria Domini) – 4:58
8. EuroticA – 3:49
9. Mute – 5:57
10. Dekadance – 5:49
11. Let The Children Cum To Me ... – 6:52
12. The hanged Man – 6:26
13. 13! – 2:42

## Formazione
- Fernando Ribeiro – voce
- Ricardo Amorim – chitarra
- Mike Gaspar (Miguel Gaspar) – batteria
- Pedro Paixão – tastiere
- Sérgio Crestana – basso
- Birgit Zacher – voce femminile (Flesh)